# Theodoric R. Westbrook
Theodoric Romeyn Westbrook (* 20. November 1821 in Fishkill, New York; † 6. Oktober 1885 in Troy, New York) war ein US-amerikanischer Jurist und Politiker. Zwischen 1853 und 1855 vertrat er den Bundesstaat New York im US-Repräsentantenhaus.

## Werdegang
Theodoric Romeyn Westbrook wurde ungefähr sechseinhalb Jahre nach dem Ende des Britisch-Amerikanischen Krieges in Fishkill geboren. Er besuchte Gemeinschaftsschulen und graduierte 1838 am Rutgers College in New Brunswick (New Jersey). Dann studierte er Jura. Seine Zulassung als Anwalt erhielt er 1843 und begann dann in Kingston im Ulster County zu praktizieren. Politisch gehörte er der Demokratischen Partei an.
Bei den Kongresswahlen des Jahres 1852 für den 33. Kongress wurde er im elften Wahlbezirk von New York in das US-Repräsentantenhaus in Washington, D.C. gewählt, wo er am 4. März 1853 die Nachfolge von Josiah Sutherland antrat. Da er auf eine erneute Kandidatur im Jahr 1854 verzichtete, schied er nach dem 3. März 1855 aus dem Kongress aus.
Nach seiner Kongresszeit ging er in Kingston wieder seiner Tätigkeit als Anwalt nach. 1873 wurde er zum Richter am New York Supreme Court gewählt. Er verstarb während seiner Richterzeit am 6. Oktober 1885 in Troy und wurde dann auf dem Wiltwyck Cemetery in Kingston beigesetzt.